# Робітниче Селище № 1
Робітниче Се́лище № 1 (рос. Рабочий Посёлок №1) — колишнє селище в Кіровському районі Ленінградської області, Росія.